# Amt Sankt Mauritz
Das Amt Sankt Mauritz war ein Amt im Landkreis Münster in Nordrhein-Westfalen. Im Rahmen der nordrhein-westfälischen Gebietsreform wurde das Amt zum 1. Januar 1975 aufgelöst.

## Geschichte
Im Rahmen der Einführung der Landgemeindeordnung für die Provinz Westfalen wurde 1844 im Landkreis Münster aus der Bürgermeisterei Sankt Mauritz das Amt Sankt Mauritz gebildet. Dem Amt gehörten zunächst sechs Gemeinden an:

- Amelsbüren
- Handorf
- Hiltrup
- Lamberti
- Sankt Mauritz
- Überwasser

Seit Mitte des 19. Jahrhunderts dehnte sich die städtische Bebauung von Münster auf das Gebiet des Amtes aus. Am 1. Januar 1875 gab das Amt verstädterte Teile der Gemeinden Lamberti, Überwasser und Sankt Mauritz im Umfang von 8,9 km² an die Stadt Münster ab. Am 1. April 1903 wurden weitere Teile des Amtes im Gesamtumfang von 56,4 km², darunter die Gemeinden Lamberti und Überwasser, in die Stadt Münster eingemeindet. Am 1. Oktober 1956 wurde ein weiterer Teil von Sankt Mauritz im Bereich Coerde nach Münster umgemeindet.
Das Amt Sankt Mauritz wurde zum 1. Januar 1975 durch das Münster/Hamm-Gesetz aufgelöst.
Bis auf einige Flurstücke von Handorf, die an die Stadt Telgte im neuen Kreis Warendorf fielen, wurden alle Bestandteile des Amtes in die Stadt Münster eingegliedert, die auch Rechtsnachfolgerin des Amtes ist.

### Wappen
| Wappen des früheren Amtes Sankt Mauritz | Blasonierung: „In Blau fünf drei zu zwei gestellte goldene (gelbe) Ähren.“ |
| Wappen des früheren Amtes Sankt Mauritz | Wappenbegründung: Das Wappen wurde am 30. November 1965 vom nordrhein-westfälischen Innenminister verliehen. Die Ähren symbolisieren den einst landwirtschaftlichen Charakter des Amtsgebietes und stehen gleichzeitig für die ehemaligen Gemeinden, welche aber ursprünglich sechs waren. |

## Einwohnerentwicklung
| Jahr | Einwohner | Quelle |
| ---- | --------- | ------ |
| 1858 | 11.400    | [ 5 ]  |
| 1871 | 16.588    | [ 6 ]  |
| 1885 | 8.217     | [ 7 ]  |
| 1910 | 7.576     | [ 8 ]  |
| 1939 | 15.572    | [ 9 ]  |
| 1950 | 21.249    | [ 10 ] |
| 1974 | 34.261    | [ 10 ] |

Die Grenzen des Amtes wurden mehrfach geändert-